# Conrad Böcker
Conrad Böcker fue un gimnasta alemán. Compitió en los Juegos Olímpicos de Atenas de 1896.
Böcker tuvo poco éxito en los eventos individuales. Compitió en Barras paralelas, Barra fija y Potros con anillos, sin lograr ser medallista en ninguno de esos eventos.
Sin embargo ganó dos preseas doradas en las competencias por equipos, como parte del equipo alemán, en Barras paralelas y Barra fija.